# Келлер, Дин (художник)
Дин Келлер (англ. Deane Keller; 14 декабря 1901 — 12 апреля 1992) — профессор Йельского университета, художник-портретист, сын американского социолога Альберта Келлера, отец американского художника Дина Галлоуэйя Келлера.

## Биография
Родился в Нью-Хейвене, в семье профессора социологии Йельского университета Альберта Келлера.
Профессиональное образование получил в Йельском университете (бакалавр истории, 1923; бакалавр изобразительных искусств, 1926).
В 1926—1929 годах — сотрудник Американской академии в Риме.
В 1929—1943 и 1946—1979 годах, в течение почти пятидесяти лет преподавал в Школе изобразительных искусств Йельского университета.
В 1943—1946 годах служил в армии США, в специальном подразделении по спасению памятников, произведений искусств и архивов в Европе.

## Семья
Келлер женился на Кэтрин Паркхерст Холл в 1938 году. У пары было два сына.